# Syzygie (Astronomie)

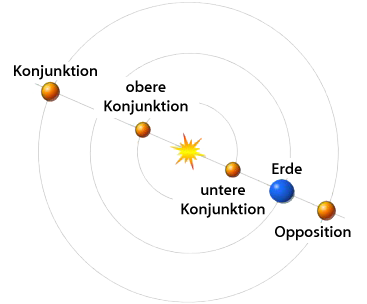
Opposition und Konjunktion

Syzygie (auch Syzygium, Plural Syzygien, gr.-lat. ‚Zusammenfügung‘; von altgriechisch συζυγία syzygía, deutsch ‚Zweigespann‘) ist in der Astronomie der Oberbegriff von Opposition und Konjunktion. Er bezeichnet eine Konstellation, bei der drei oder mehr Himmelskörper auf der gleichen Längenkoordinate aufgereiht sind. Häufig wird sie aus einer geozentrischen Perspektive betrachtet, und neben der Erde tritt die Sonne als zweiter Himmelskörper neben einem Planeten oder Mond als drittem auf.  Bei heliozentrischer Betrachtung tritt an die Stelle der Sonne z. B. die Erde, die dann gleiche heliozentrische ekliptikale Länge wie der Erdmond oder einer der Planeten hat.
Die drei in Relation gebrachten Himmelskörper befinden sich im Allgemeinen nicht genau auf einer gemeinsamen Geraden im Raum (wegen geringfügiger Abweichungen in der Deklination, also dem Positionswinkel zur Ekliptikebene), aber in einer gemeinsamen Ebene, die senkrecht auf der Ekliptikebene steht. Der Schnitt beider Ebenen heißt Syzygienlinie.

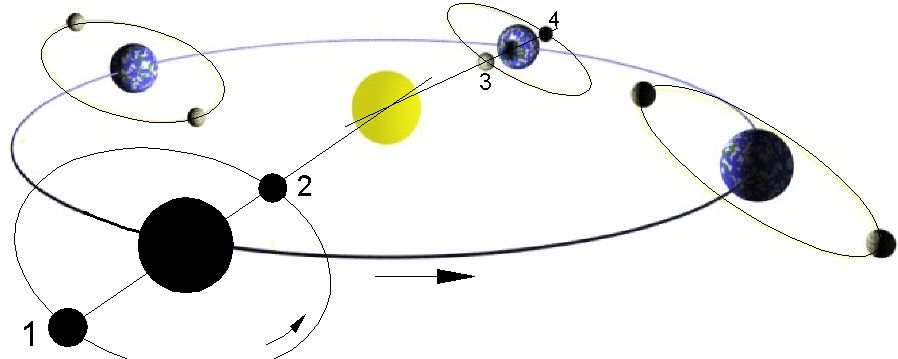
Sonnen- und Mondfinsternisse; großer Kreis: Erdbahn; kleine Kreise: Mondbahn; bei Mondstellungen 1 und 4 kann eine Mondfinsternis entstehen, bei 2 und 3 eine Sonnenfinsternis.

Befindet sich der Mond auf der Ekliptikebene (Mittelpunkte von Erde, Mond und Sonne auf einer gemeinsamen Linie), so liegen die besten Stellungen für eine Sonnenfinsternis oder eine Mondfinsternis vor. Der Mond passiert in diesen Fällen gerade die Knotenlinie, also die Schnittlinie zwischen der Ebene der Mondbahn und der Ekliptikebene, die in dieser Stellung der Syzygienlinie entspricht.

## Trivia
- Die 13. Episode der dritten Staffel der Serie Akte X – Die unheimlichen Fälle des FBI ist im Original nach der Konstellation benannt. In der Folge spielt eine Erde-Jupiter-Uranus-Opposition eine wichtige Rolle.
- Die 3. Episode der ersten Staffel der Serie 3 Body Problem beinhaltet ebenfalls eine Syzygie. In der Serie wird unter anderem das Thema von sich bewegenden Himmelskörpern thematisiert.
- Syzygy ist der Name eines Charakters in den Spielen Unreal Championship, Unreal Tournament 2003, Unreal Tournament 2004 und Unreal Championship 2: The Liandri Conflict.